# Émile Mbamba
Émile Bertrand Mbamba (Yaoundé, 27 oktober 1982) is een Kameroense profvoetballer die als aanvaller speelde. Hij was Kameroens jeugdinternational.

## Loopbaan
Hij begon met voetballen bij Jeunesse Stars uit Yaoundé. In 1997 kwam Mbamba samen met Job Komol en Kallé Soné naar Vitesse nadat ze op een jeugdtoernooi in Frankrijk door Jan Streuer ontdekt waren. Mbamba maakte als 18-jarige speler de overstap van de jeugdopleiding van de Vitesse Voetbal Academie naar het eerste elftal. Op 18 november 2000 debuteerde Mbamba tegen RBC Roosendaal door in de 78e minuut Tim Cornelisse te vervangen. Twee wedstrijden later scoorde Mbamba zijn eerste doelpunt op het hoogste niveau. In de thuiswedstrijd tegen AZ schoot de ingevallen Mbamba Vitesse in de blessuretijd naar een 3-2-overwinning. In het dramatisch seizoen 2003/2004, waarin Vitesse tegen degradatie vocht, werd Mbamba clubtopscorer met een schamel aantal van 6 doelpunten.
Na vier seizoenen Vitesse vertrok Mbamba naar het Israëlische Maccabi Tel Aviv, waarmee hij twee wedstrijden in de Champions League speelde. Het daaropvolgende seizoen kwam Mbamba uit voor Maccabi Petach Tikva.
In de twee seizoenen in Israël wist Mbamba niet te imponeren, waardoor hij in de zomer van 2006 lange tijd zonder club zat. Uiteindelijk speelde Mbamba door deelname aan het VVCS-team zich in de kijker bij Vitoria Sétubal, waarvoor hij echter maar zes wedstrijden in actie kwam. In het seizoen 2007/08 speelde Mbamba voor het Indonesische Arema Malang. Na korte periodes in Zuid-Korea, Bulgarije en Mexico keerde hij in 2011 terug in Indonesië waar hij meer succesvol was en jaarlijks bij een andere club speelde. Eind 2016 kwam zijn loopbaan ten einde.

## Statistieken
| seizoen   | club                    | competitie      | wed. | goals |  |
| --------- | ----------------------- | --------------- | ---- | ----- |  |
| 2000/2001 | Vitesse                 | Eredivisie      | 17   | 3     |  |
| 2001/2002 | Vitesse                 | Eredivisie      | 16   | 3     |  |
| 2002/2003 | Vitesse                 | Eredivisie      | 26   | 1     |  |
| 2003/2004 | Vitesse                 | Eredivisie      | 27   | 6     |  |
| 2004/2005 | Maccabi Tel Aviv        | Ligat Ha'Al     | 27   | 3     |  |
| 2005/2006 | → Maccabi Petach Tikva  | Ligat Ha'Al     | 16   | 2     |  |
| 2006/2007 | Vitoria Sétubal         | SuperLiga       | 6    | 1     |  |
| 2007/2008 | Arema Malang            | Liga Indonesia  | 15   | 13    |  |
| 2009      | Daegu FC                | K-League        | 5    | 0     |  |
| 2009/2010 | Botev Plovdiv           | V Gruppa        | 0    | 0     |  |
| 2010      | Neza FC                 | Liga de Ascenso | 7    | 1     |  |
| 2011      | Bontang PKT             | Liga Indonesia  | 13   | 5     |  |
| 2012      | Persema Malang          | Liga Indonesia  | 18   | 10    |  |
| 2013      | Persepar Palangkaraya   | Liga Indonesia  | 21   | 16    |  |
| 2014      | Persiba Bantul          | Liga Indonesia  | 16   | 5     |  |
| 2015      | Persebaya Surabaya      | Liga Indonesia  |      |       |  |
| 2016      | Persegres Gresik United | Liga Indonesia  |      |       |  |
|           | Persebaya Surabaya      | Liga Indonesia  |      |       |  |